# Andy Smillie
Andrew Thomas „Andy“ Smillie (* 15. März 1941 in Ilford) ist ein ehemaliger englischer Fußballspieler.

## Karriere
Smillie, der mehrfach in der englischen Schülernationalmannschaft spielte, kam 1956 als Nachwuchsspieler zu West Ham United. 1958 erhielt er seinen ersten Profivertrag und gab im Dezember desselben Jahres, nachdem er auch für die englische Juniorennationalmannschaft dreimal spielte, im Auswärtsspiel gegen Tottenham Hotspur sein Ligadebüt. Die Konditionen einer ihm angebotenen Vertragsverlängerung für die Saison 1961/62 lehnte Smillie ab und wurde daraufhin nach 20 Erstligaeinsätzen für 10.000 Pfund Ablöse zum Drittligisten Crystal Palace transferiert, bei dem mit John Cartwright, Alf Noakes und George Petchey bereits drei ehemalige West-Ham-Spieler unter Vertrag standen.
Nach zwei Spielzeiten, in denen Smillie 23 Tore in 53 Ligaeinsätzen gelangen, wechselte er 1963 erneut für 10.000 Pfund zum Ligakonkurrenten Scunthorpe United. Dort fand sich der Stürmer nicht zurecht und wechselte nur eine Saison später zu Southend United. Smillie blieb Southend auch nach dem Abstieg in die Viertklassigkeit 1966 treu und wechselte erst 1968 für 7.000 Pfund ein weiteres Mal in die Third Division zum FC Gillingham. Nachdem auch die Gills am Ende der Saison 1970/71 in die Fourth Division abstiegen, beendete Smillie seine Profilaufbahn und ließ seine Karriere im Amateurlager beim FC Folkestone und Ferndale Athletic ausklingen.
Nach seiner Zeit als Fußballer eröffnete er direkt an der Nordseeküste von Southend-on-Sea das Restaurant Smiley's.